# Langenegg
Langenegg è un comune austriaco di 1 147 abitanti nel distretto di Bregenz, nel Vorarlberg.